# ツノマタモドキ
ツノマタモドキ（角叉擬、学名:Latirus belcheri）は、イトマキボラ科、ツノマタガイ亜科に属する海洋性の巻貝の一種である。

## 外観
殻高は約7cm 以下。ひし形のような形で、周縁はとがったこぶで隆起する。螺肋は弱く、不規則な黒斑をちらす。殻口内は白い。水管は短く、臍孔は閉じている。

## 分布
紀伊半島以南の西太平洋。潮間帯下の岩礁に棲む。